# Споразумение за търговията с услуги
Споразумение за Търговията с Услуги (акроними СТУ; англ. TISA (или TiSA); фр. ACS) е тайно договаряно международно споразумение за дерегулация и либерализация на условията, при които възмездно се предлагат услуги. В преговорите участват 50 страни (в т.ч. България), Обхватът и целите на споразумението неизбежно ще засегнат и услугите предлагани в публичния сектор.
През юни 2014 г. Уикилийкс  публикува чернова на проект за Споразумението във финансовия сектор, датирана два месеца по-рано. От документа личи, че на този етап съдържанието му е обявено за тайна с петгодишна давност. През следващия месец, на 22 юли, Европейската комисия оповестява своите позиции.

## Рамка
Преговорите се водят в рамките на Световната търговска организация и засягат редица положения от сключеното през 1995 г. Общо споразумение по търговията с услуги. Кръгът преговори Доха завършва без успех, но през 2012 г. икономически развитите страни решават да договорят общи правила за търговията с услуги. Преговорите се водят в Женева, в представителството на Австралия, с четири сесии през 2013 г. и две през 2014 г.

## Оценки
Тъй като преговорите се водят секретно, мненията за тях са от общ характер. Участниците, по подразбиране приемат икономическата полезност на споразумението. Всички изолирани от преговорите, в това число и гражданското общество, се отнасят с недоверие.
На 28 април 2014 Международната организация за обществени услуги организира уличен протест срещу водените преговори. Откритата петиция срещу споразумението до средата на 2014 е подписана от около 350 НПО.